# Eupheme (måne)
Eupheme, eller Jupiter LX, är en av Jupiters månar. Den upptäcktes den 4 mars 2003 av en grupp astronomer vid University of Hawaii. Månen fick först designationen S/2003 J3. Den är cirka 2 kilometer i diameter och roterar kring Jupiter på ett avstånd av cirka 19 622 000 kilometer.
2019 fick månen sitt officiella namn, Eupheme.